# Đập Tabqa
Đập Tabqa (tiếng Ả Rập: سد الطبقة, Sadd al-Ṭabqa; tiếng Kurd: Bendava Tebqa; tiếng Syriac cổ điển: ܣܟܪܐ ܕܛܒܩܗ, đã Latinh hoá: Sekro d'Tabqa), còn được gọi là đập al-Thawra (tiếng Ả Rập: سد الثورة, Sadd al-'thawra, nghĩa đen "Đập Cách mạng") hay đập Euphrates (tiếng Ả Rập: سد الفرات, Sadd al-Furāt; tiếng Kurd: Bendava Firatê; tiếng Syriac cổ điển: ܣܟܪܐ ܕܦܪܬ, đã Latinh hoá: Sekro d'Frot) là một đập nước trên sông Euphrates, cách thành phố Raqqa ở tỉnh Raqqa, Syria 40 km về phía thượng nguồn. Thành phố Al-Thawrah nằm ngay phía nam con đập. Đập cao 60 m (200 ft), dài 4,5 km (2,8 mi), nền rộng 512m, mái rộng 19m, là con đập lớn nhất ở Syria. Việc xây dựng đập Tabqa đã dẫn đến việc tạo ra hồ Assad, hồ chứa nước lớn nhất Syria. Đập được xây dựng từ năm 1968 đến năm 1973 với sự giúp đỡ của Liên Xô. Đồng thời, đã có một nỗ lực quốc tế nhằm khai quật và ghi chép di tích khảo cổ trong khu vực trước khi chúng sẽ được xả nước cho ngập. Năm 1974, khi nước được xả vào hồ thì lưu lượng nước của sông Euphrates sụt giảm dẫn đến một cuộc tranh chấp đã nổ ra giữa Syria và Iraq nằm ở hạ lưu, và vấn đề chỉ được giải quyết khi có sự can thiệp của Ả Rập Saudi và Liên Xô. Con đập ban đầu được xây dựng để tạo ra thủy điện, cũng như tưới tiêu cho cả hai bờ của sông Euphrates. Tuy nhiên, nó đã không được khai thác đầy đủ cho cả hai mục đích này.

## Lịch sử
Năm 1927, khi Syria là một lãnh thổ ủy trị của Pháp, người ta đã đề xuất xây dựng một con đập trên sông Euphrates gần biên giới Syria – Thổ Nhĩ Kỳ. Sau khi Syria giành độc lập vào năm 1946, tính khả thi của đề xuất này đã được đánh giá lại, nhưng kế hoạch vẫn không được thực hiện. Năm 1957, chính phủ Syria đã đạt được thỏa thuận với Liên Xô về viện trợ kỹ thuật và tài chính cho việc xây dựng một con đập ở Euphrates. Syria, khi đó là một phần của Cộng hòa Ả Rập Thống nhất (UAR), đã ký một thỏa thuận với Tây Đức vào năm 1960 cho một khoản vay để chi trả cho việc xây dựng con đập. Sau khi Syria rời UAR vào năm 1961, một thỏa thuận mới về chi phí xây dựng đập đã được ký kết với Liên Xô vào năm 1965. Một ủy ban chính phủ đặc biệt đã được thành lập vào năm 1961 để giám sát việc xây dựng con đập. Vào đầu những năm 1960, nhà địa mạo học người Thụy Điển Åke Sundborg làm cố vấn trong dự án đập với nhiệm vụ ước tính lượng trầm tích ngoài ý muốn sẽ tràn vào đập. Sundborg đã phát triển một mô hình toán học về sự gia tăng dự kiến của một đồng bằng sông phía bên trong đập.
Ban đầu, đập Tabqa được xây dựng với hai mục đích. Con đập sẽ bao gồm một nhà máy thủy điện với 8 tuabin có khả năng sản xuất điện với công suất 880 MW, và sẽ cung cấp lượng nước tưới cho diện tích 640.000 ha (2.500 dặm vuông) ở cả hai bờ sông Euphrates. Việc xây dựng con đập kéo dài từ năm 1968 đến năm 1973, trong khi nhà máy điện đi kèm đã hoàn thành vào ngày 8 tháng 3 năm 1978. Con đập được thiết kế trong thời điểm mà chính khách Hafez al-Assad đưa ra những chính sách cải cách nông nghiệp; ông cũng là người tái định tuyến sông Euphrates cho con đập vào năm 1974. Tổng chi phí xây dựng của đập là 340 triệu đô la Mỹ, trong đó 100 triệu đô la Mỹ dưới dạng một khoản vay của Liên Xô. Liên Xô cũng cung cấp chuyên môn kỹ thuật cho đập. Trong quá trình xây dựng, có tới 12 nghìn người Syria và 900 kỹ thuật viên người Nga làm việc trên con đập này. Để tạo điều kiện cho dự án này, cũng như việc xây dựng các công trình thủy lợi trên sông Khabur, hệ thống đường sắt quốc gia (Chemins de Fer Syriens) đã được mở rộng từ Aleppo đến đập, Raqqa, Deir ez-Zor, và cuối cùng là Qamishli. Một số gia đình sống ở vùng bị ngập lụt của thung lũng sông Euphrates đã tái định cư ở các khu vực khác của miền bắc Syria. Một phần của kế hoạch trên được triển khai nhằm thiết lập một "hàng rào Ả Rập" dọc biên giới với Thổ Nhĩ Kỳ và Iraq để tách người Kurd sống ở Syria khỏi người Kurd sống ở Thổ Nhĩ Kỳ và Iraq.

### Tranh chấp với Iraq
Năm 1974, Syria bắt đầu tích trữ cho đầy hồ nước nằm phía sau con đập bằng cách giảm lưu lượng của sông Euphrates. Trước đó không lâu, Thổ Nhĩ Kỳ đã bắt đầu lấp đầy hồ chứa của đập Keban mới được xây dựng, đồng thời khu vực này cũng bị hạn hán nghiêm trọng. Do đó, Iraq đã nhận được lượng nước từ sông Euphrates ít hơn đáng kể so với bình thường và phàn nàn rằng dòng chảy Euphrates hàng năm đã giảm từ 15,3 km3 vào năm 1973 xuống còn 9,4 km3 vào năm 1975. Iraq đã yêu cầu Liên đoàn Ả Rập can thiệp nhưng Syria lập luận rằng họ cũng nhận được ít nước hơn từ Thổ Nhĩ Kỳ và từ chối đàm phán. Do đó, căng thẳng gia tăng và Iraq và Syria đã đưa quân đội đến biên giới giữa họ. Iraq cũng dọa đánh bom đập Tabqa. Trước khi tranh chấp có thể leo thang hơn nữa, một thỏa thuận đã đạt được vào năm 1975 bằng sự hòa giải của Ả Rập Xê Út và Liên Xô, theo đó Syria ngay lập tức tăng dòng chảy từ đập và từ đó đồng ý cho phép 60% nước sông Euphrates chảy vào Iraq. Vào năm 1987, Thổ Nhĩ Kỳ, Syria và Iraq đã ký một thỏa thuận mà theo đó Thổ Nhĩ Kỳ cam kết duy trì lưu lượng nước sông Euphrates trung bình là 500m3 mỗi giây vào Syria, có nghĩa là 16 km3 nước mỗi năm.

### Cứu vãn khảo cổ ở vùng hồ Assad
Phần thượng nguồn của thung lũng Euphrates ở Syria đã bị xâm lấn mạnh ít nhất kể từ cuối kỷ nguyên Natufy (10,800–9500 TCN). Những du khách châu Âu đến Syria từ thế kỷ 19 và đầu thế kỷ 20 đã nhắc đến sự hiện diện của nhiều địa điểm khảo cổ trong khu vực đang dự kiến sẽ bị ngập nước. Để bảo tồn, một chương trình cứu vãn khảo cổ đã được bắt đầu trong đó hơn 25 địa điểm được khai quật.
Từ năm 1963 đến năm 1965, các địa điểm khảo cổ và hài cốt được cứu vãn với sự trợ giúp của các bức ảnh chụp từ trên không. và khảo sát thực địa cũng đã được tiến hành để xác định niên đại những di vật tại mỗi địa điểm khảo cổ. Trong khoảng thời gian từ năm 1965 đến 1970, các đoàn khảo cổ nước ngoài đã tiến hành các cuộc khai quật có hệ thống tại các địa điểm Mureybet (đoàn của Mỹ), Tell Qannas (đoàn của Bỉ), Habuba Kabira, Mumbaqa (đoàn của Đức), Selenkahiye (đoàn của Hà Lan) và Emar (đoàn của Pháp). Với sự giúp đỡ của UNESCO, hai Tháp giáo đường Hồi giáo tại Mureybet và Meskene đã được thực hiện đo quang trắc, và một đập trượt bảo vệ đã được xây dựng xung quanh lâu đài Qal'at Ja'bar. Lâu đài nằm trên một đỉnh đồi sẽ không bị ngập lụt, nhưng hồ sẽ biến nó thành một hòn đảo. Lâu đài hiện đã được kết nối với bờ bằng đường đắp cao.

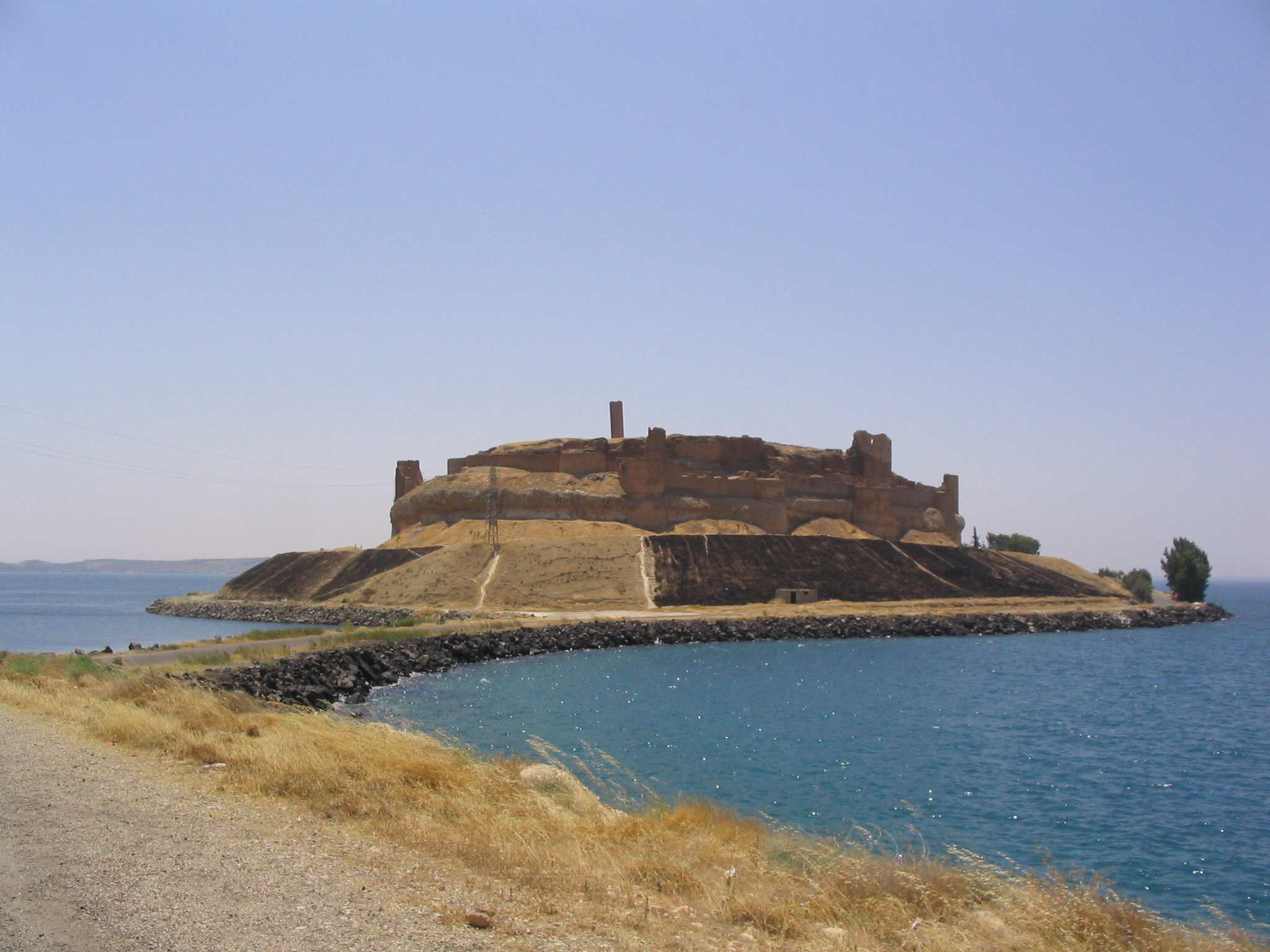
Lâu đài Qal'at Ja'bar, được bao quanh bởi nước hồ Assad

Năm 1971, với sự hỗ trợ của UNESCO, Syria đã kêu gọi cộng đồng quốc tế tham gia vào các nỗ lực trục vớt càng nhiều di tích khảo cổ càng tốt trước khi khu vực này biến mất dưới nước hồ Assad. Để thu hút sự tham gia của nước ngoài, Luật cổ vật Syria đã được sửa đổi để các đoàn khảo cổ nước ngoài có quyền yêu cầu sở hữu một phần các cổ vật được tìm thấy trong quá trình khai quật. Kết quả là, giữa năm 1971 và 1974, nhiều cuộc khai quật đã được thực hiện tại khu vực Hồ Assad bởi Syria cũng như các đoàn nước ngoài. Các nhà khảo cổ Syria đã làm việc tại các địa điểm Tell al-'Abd, 'Anab al-Safinah, Tell Sheikh Hassan, Qal'at Ja'bar, Dibsi Faraj và Tell Fray.
Có các công tác khai quật từ đoàn khảo cổ của Hoa Kỳ ở Dibsi Faraj, Tell Fray và Shams ed-Din-Tannira; đoàn Pháp ở Mureybet và Emar; đoàn từ Ý ở Tell Fray; đoàn Hà Lan ở Tell Ta'as, Hadidi, Jebel 'Aruda và Selenkahiye; đoàn Thụy Sĩ ở Tell al-Hajj; đoàn Vương quốc Anh ở Abu Hureyra và Tell es-Sweyhat; và đoàn từ Nhật Bản ở Tell Roumeila. Ngoài ra, các tháp thánh đường tại Mureybet và Meskene đã được chuyển đến các vị trí cao hơn, và Qal'at Ja'bar đã được gia cố và trùng tu thêm. Nhiều phát hiện từ các cuộc khai quật hiện được trưng bày trong Bảo tàng Quốc gia Aleppo, nơi triển lãm thường trực đặc biệt dành cho những cổ vật phát hiện từ vùng Hồ Assad.

### Các đập nước khác ở thung lũng sông Euphrates
Sau khi đập Tabqa hoàn thành, Syria đã xây dựng thêm hai đập khác trên sông Euphrates, cả hai đều có chức năng liên quan đến đập Tabqa. Đập Baath, cách đập Tabqa 18 km về phía hạ lưu, được hoàn thành vào năm 1986 và có chức năng kiểm soát nước lũ, quản lý mức nước bất thường của Đập Tabqa và vai trò như một nhà máy thủy điện. Đập Tishrin, hoạt động chủ yếu như một nhà máy thủy điện, đã được xây dựng cách biên giới Syria – Thổ Nhĩ Kỳ 80 km (50 dặm) về phía nam và tiến hành xả nước đầy hồ chứa bắt đầu vào năm 1999. Việc xây dựng đập này được thúc đẩy một phần bởi hiệu suất đáng thất vọng của đập Tabqa. Việc xây dựng một con đập thứ tư giữa Raqqa và Deir ez-Zor - đập Halabiye - đã được lên kế hoạch vào năm 2009 và một lời kêu gọi các nhà khảo cổ học đã được đưa ra để khai quật các vị trí sẽ bị ngập bởi hồ chứa mới.

### Lịch sử hiện tại
Vào ngày 11 tháng 2 năm 2013, con đập đã bị phe đối lập Syria chiếm trong cuộc chiến chống lại chính phủ. Năm 2013, bốn trong số tám tuabin của đập đã hoạt động và nhân viên ban đầu tiếp tục quản lý nó. Công nhân đập vẫn được trả lương từ Chính phủ Syria và vẫn sẽ làm việc trong khu vực nếu đập cần sửa chữa.
Kể từ tháng 12 năm 2016, thành phố gần đập, Al-Thawrah, đã bị Nhà nước Hồi giáo Iraq và Levant (ISIL) chiếm đóng. Vào tháng 3 năm 2017, sau cuộc giao tranh nặng nề làm hỏng bảng điều khiển chính tại đập và vô hiệu hóa nhà máy thủy điện, ISIL đã cảnh báo về sự sụp đổ sắp xảy ra của con đập. Các lực lượng Dân chủ Syria tuyên bố họ đã chiếm được con đập vào ngày 10 tháng 5 năm 2017.

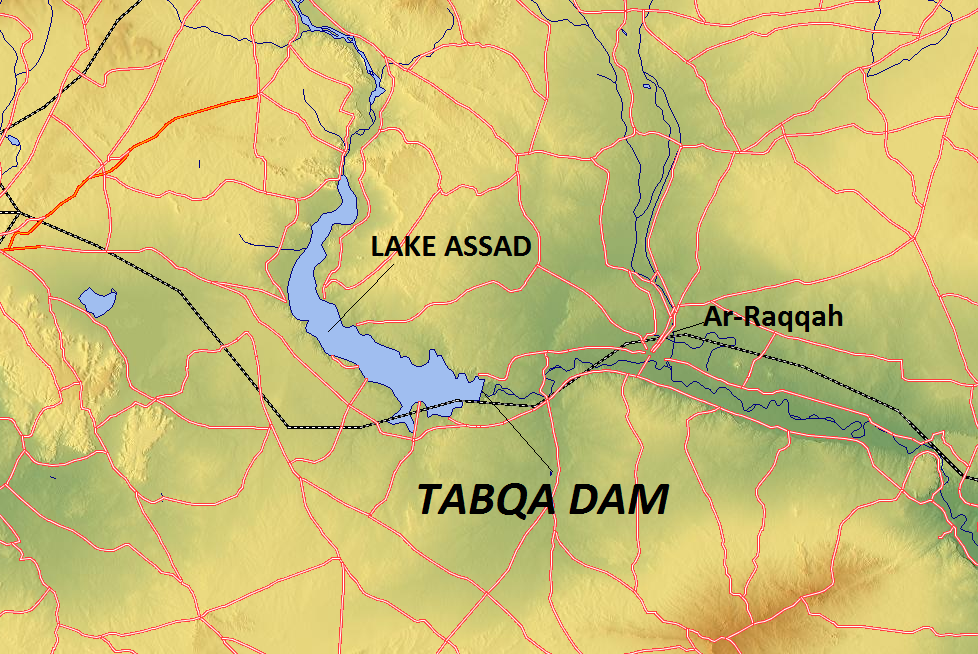
Bản đồ đập Tabqa và hồ Assad

## Đặc điểm của đập và hồ chứa
Đập Tabqa nằm ở một nơi có các mỏm đá ở mỗi bên của thung lũng sông Euphrates, cách nhau chưa đến 5 km (3,1 mi). Con đập này là một con đập đắp đất dài 4,5 km (2,8 mi), cao 60 m (200 ft) từ lòng sông (307 m (1.007 ft) trên mực nước biển). Nhà máy thủy điện nằm ở đầu phía nam của đập và chứa tám tuabin. Tốc độ quay của mỗi tuabin là 125 vòng/phút và có thể tạo ra 103 MW. Hồ Assad dài 80 km (50 mi) và rộng khoảng 8 km (5,0 mi). Hồ có sức chứa là 11,7 km3 nước, với diện tích bề mặt là 610 km2. Độ bốc hơi hàng năm là 1,3 km3 gây ra bởi nhiệt độ hè trung bình ở miền Bắc Syria. Đây là mức độ cao so với các hồ chứa nằm ở thượng nguồn từ hồ Assad. Chẳng hạn, lượng bốc hơi hàng năm tại đập Keban là 0,48 km3, dù cho có diện tích bề mặt gần như tương đương.
Cả đập Tabqa và hồ Assad hiện đều không được tận dụng hết tiềm năng kinh tế của chúng. Dù hồ có thể chứa tới 11,7 km3, sức chứa thực của nó chỉ là 9,6 km3 với diện tích bề mặt 447 km2. Đã có đề án tưới tiêu được đề xuất nhưng gặp phải một số trở ngại, trong đó có hàm lượng thạch cao lớn ở những vùng đất khai hoang quanh hồ Assad, xâm nhập mặn, các con kênh phân phối nước từ hồ Assad bị vỡ và chuyện người nông dân không sẵn lòng tái định cư ở những vùng khai hoang. Do đó chỉ có 60.000 hécta (230 dặm vuông Anh) đất có nước tưới từ hồ Assad vào năm 1984. Năm 2000, diện tích đất được tưới tiêu tăng lên con số 124.000 hécta (480 dặm vuông Anh), chiếm 19% so với dự báo là 640.000 hécta (2.500 dặm vuông Anh). Do lưu lượng nước từ Thổ Nhĩ Kỳ thấp hơn mức dự kiến cũng như thiếu sự bảo trì, con đập chỉ sản sinh ra 150 MW, thay vì 800 MW như mong đợi. Hồ Assad là nguồn nước sạch quan trọng nhất đối với Aleppo, cung cấp nước cho thành phố thông qua một đường ống với 0,08 km3 nước mỗi năm. Hồ cũng hỗ trợ ngành đánh bắt cá.

### Tác động tới môi trường
Nghiên cứu chỉ ra rằng độ mặn của nước sông Euphrates ở Iraq đã tăng đáng kể từ khi xây dựng đập Keban ở Thổ Nhĩ Kỳ và đập Tabqa ở Syria. Sự gia tăng này có thể liên quan đến lượng xả lũ thấp hơn do thiết kế đập Tabqa và các con đập thuộc Dự án Đông Nam Anatolia (GAP) tại Thổ Nhĩ Kỳ, cũng như lượng xả lũ thấp hơn của đập Tabqa tại Syria. Nước có độ mặn cao làm cho việc sinh hoạt và tưới tiêu kém hiệu quả hơn.
Bờ hồ Assad đã phát triển thành một vùng đầm lầy quan trọng. Trên bờ đông nam, một số khu vực đã được phủ xanh bằng cây thường xanh bao gồm thông Aleppo và cây dương Euphrates. Hồ Assad là một địa điểm trú đông quan trọng đối với các loài chim di cư và chính phủ đã thực hiện các biện pháp để bảo vệ các khu vực nhỏ dọc theo bờ hồ Assad khỏi những kẻ săn bắn bằng cách hạ cấp các con đường tiếp cận. Đảo Jazirat al-Thawra đã được chỉ định là một khu bảo tồn thiên nhiên.